# 진커루역

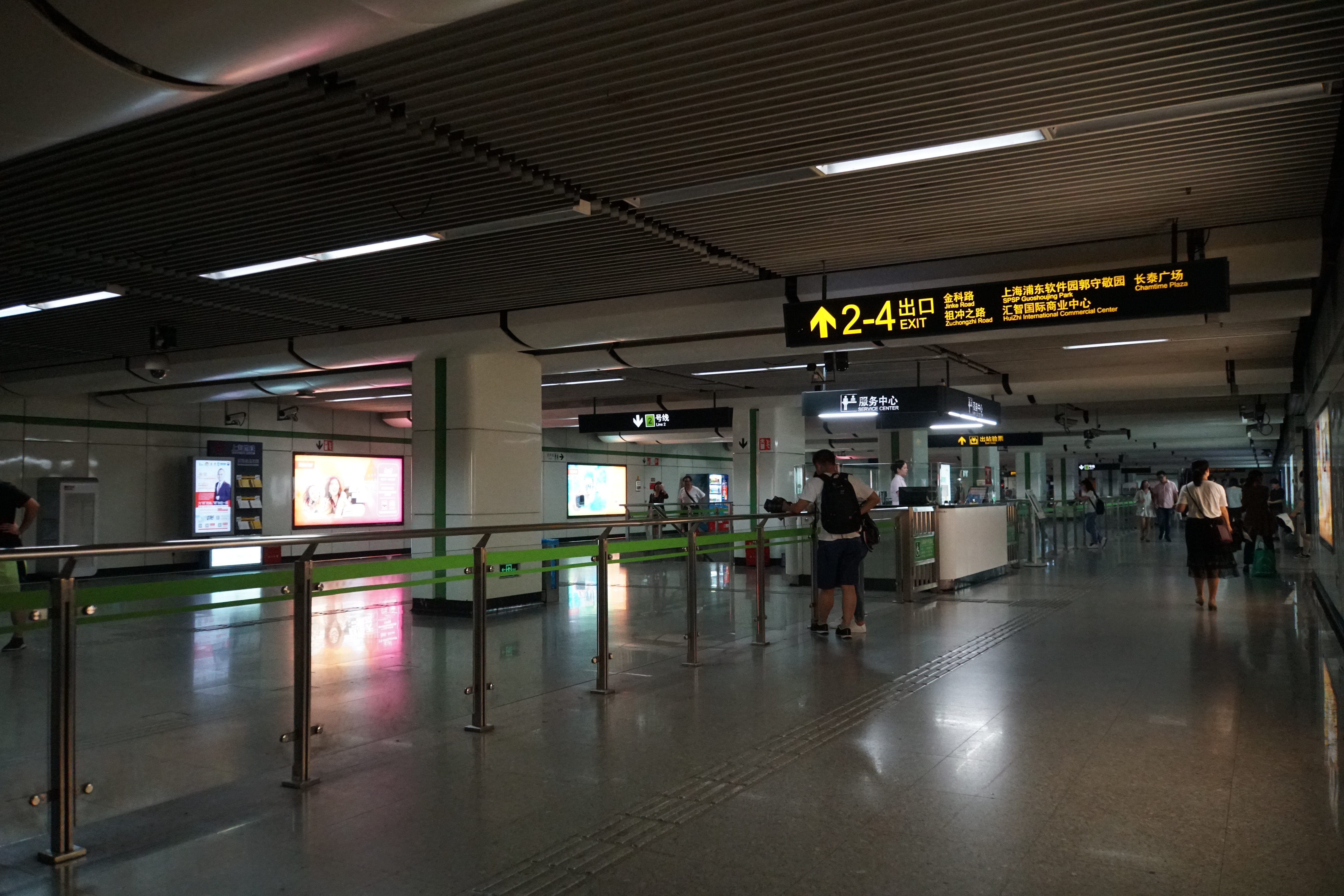
진커루 역 대합실

진커루역(金科路站)은 상하이 푸둥신구 장장 하이테크단지(张江高科技园区) 쭈충즈로(祖冲之路)와 진커로(金科路)에 위치한 상하이 지하철 2호선의 지하역으로 2010년 2월 24일 개업하였다. 2007년 7월 25일에 건설이 시작되었는데, 동부연장 구간의 첫 착공부터 건설된 역이다.

## 역 주변
- 푸둥 소프트웨어 파크(浦东软件园)

## 대중 교통
609, 636, 둥촨좐선(东川专线), 탕촨선(塘川线), 장장 남부순환선(张江南环线), 쑨차오1로(孙桥1路), 장장1로(张江1路)

## 출구

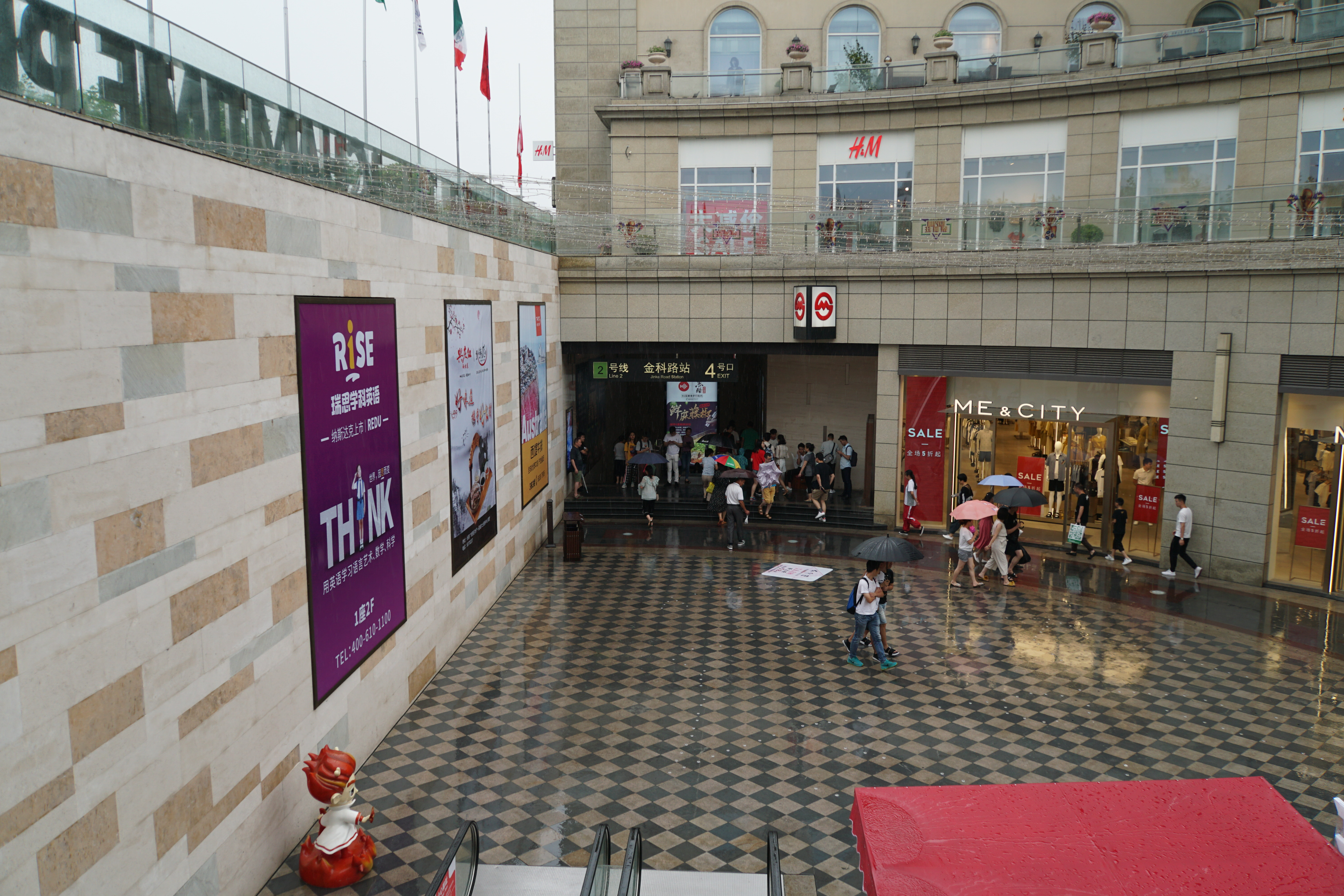
진커루 역 4번 출구

- 1번 출구 : 쭈충즈(祖冲之路)로 남측, 하레이로(哈雷路)서
- 2번 출구 : 쭈충즈로 남측, 진커로(金科路)동, 후이즈(汇智)국제 비지니스 센터내 위치.
- 3번 출구 : 쭈충즈로 남측, 진커로 동
- 4번 출구 : 쭈충즈로 북측, 창타이(长泰)상업광장 내 위치.

## 인접역
- 상하이 지하철 2호선
  - 장장가오커 - 진커루 - 광란루